# Wera Leonidowna Birjukowa
Wera Leonidowna Birjukowa (russisch Вера Леонидовна Бирюкова; * 11. April 1998 in Omsk) ist eine russische Rhythmische Sportgymnastin und Olympiasiegerin.
Sie nahm an den Olympischen Sommerspielen 2016 teil, bei denen sie in der Rhythmischen Sportgymnastik im Mannschaftsmehrkampf mit Anastassija Blisnjuk, Anastassija Maximowa, Anastassija Tatarewa und Marija Tolkatschowa Gold gewann.